# Phan Huy Vịnh
Phan Huy Vịnh (潘輝泳, 1800 - 1870) là một nhà thơ, quan viên Việt Nam thời nhà Nguyễn. Ông là con của Phan Huy Thực, cháu nội của Phan Huy Ích, gọi Phan Huy Chú là chú ruột. Quê ông ở làng Thu Hoạch, huyện Thạch Hà, phủ Hà Hoa, trấn Nghệ An nay là xã Thạch Châu, huyện Lộc Hà, tỉnh Hà Tĩnh nhưng sinh tại làng Thụy Khuê, huyện Yên Sơn, trấn Sơn Tây (nay là huyện Quốc Oai, tỉnh Hà Tây). Ông thi đỗ cử nhân, làm quan đến chức thượng thư Bộ Lễ, được cử đi sứ nhà Thanh hai lần.

## Tác phẩm
1. "Như Thanh sứ trình" (nhật ký ghi cuộc hành trình đi sứ năm 1841 từ Phú Xuân đến Yên Kinh)
2. "Suối rắn", truyền thuyết dân gian
3. "Đá Liễu Thăng", truyền thuyết dân gian
4. "Giếng Thái tử", truyền thuyết dân gian
5. "Đền thờ chiếc quan tài gỗ lim Mã Viện lấy ở Giao Châu", truyền thuyết dân gian
6. "Nhân trình tùy bút", gồm 80 bài thơ làm khi đi sứ năm 1854
7. "Tỳ bà hành", một trong những tuyệt tác dịch thuật (thơ của Bạch Cư Dị)